# Dinocheirus aequalis
Espèce
Synonymes
- Chelanops aequalis Banks, 1908

Dinocheirus aequalis est une espèce de pseudoscorpions de la famille des Chernetidae.

## Distribution
Cette espèce se rencontre aux États-Unis au Texas et au Nouveau-Mexique et au Mexique.
, 

## Description
L'holotype mesure 3,3 mm.

## Publication originale
- Banks, 1908 : The pseudoscorpions of Texas. Bulletin of the Wisconsin Natural History Society, vol. 6, p. 39-42 (texte intégral).